# 上舘村
上舘村（かみだてむら）は、かつて新潟県北蒲原郡にあった村。

## 沿革
- 1889年（明治22年）4月1日 - 町村制施行に伴い北蒲原郡上舘村、下今泉村、下中村、新屋敷村、新保小路村、館野小路村、金津新村新田、茗荷谷村、下山田村、箱岩村、住田村、横岡村、平山新村新田、西浦新村新田、下西山新村新田が合併し、上舘村が発足。
- 1901年（明治34年）11月1日 - 北蒲原郡加治村、泉村、中川村と合併し、加治村を新設して消滅。